# Pleurs
Pleurs – miejscowość i gmina we Francji, w regionie Grand Est, w departamencie Marna.
Według danych na rok 1990 gminę zamieszkiwały 713 osoby, a gęstość zaludnienia wynosiła 43 osoby/km².